# Seaspray
Seaspray es un personaje ficticio del mundo de los Transformers.

## Historia G1Serie Animada
Los Transformers tienen ese nombre porque son robots que cambian de forma, generalmente adoptando las características de un automóvil. 
Seaspray es miembro de los Autobots. Forma parte del segundo grupo de los minivehículos; es el único Autobot que se transforma en un vehículo marino. La primera aparición del personaje fue en la segunda temporada de Los Transformers en el capítulo «La Isla de los Dinobots Parte II». Luego, apareció en el episodio «La Laguna de Oro», en una intensa lucha contra los Decepticons. Seaspray liberó a sus compañeros Autobots de los Decepticons, quienes los iban a ejecutar. En el episodio «Mar de Cambio» se enamoró de Allana, líder de la resistencia contra los Decepticons. El comandante Decepticon Drone, que trabajaba para Megatron, acudió al planeta en el que los Autobots estaban al escuchar accidentalmente una señal de auxilio.
Seaspray no volvió a salir después de la segunda temporada de la serie; tampoco apareció en la batalla de ciudad Autobot en el año 2005. Se desconoce su destino.

## Transformers Animated
Trabaja como guardia de seguridad en Cybertron. Tuvo solamente breves apariciones como un miembro extra en los últimos episodios de Transformers Animated.

## Transformers Prime
Es miembro de los Wreckers, quienes lucharon junto a Wheeljack y Bulkhead. Según Wheeljack, él fue asesinado por Dreadwing cuando le puso una bomba en su nave haciéndola explotar.
- Datos: Q4420881